# 格雷桑
格雷桑（法語：Gressan），是意大利瓦莱达奥斯塔的一个市镇。总面积25平方公里，人口3269人，人口密度130.8人/平方公里（2009年）。ISTAT代码为007031。